# Šterusy
Šterusy (in ungherese Cseterőc) è un comune della Slovacchia facente parte del distretto di Piešťany, nella regione di Trnava.